# Интали (Теренкольський район)
Интали́ (каз. Ынталы) — село у складі Теренкольського району Павлодарської області Казахстану. Входить до складу Теренкольського сільського округу.
Населення — 187 осіб (2021; 213 у 2009, 318 у 1999, 454 у 1989).
Національний склад станом на 1989 рік:
- росіяни — 40 %;
- казахи — 37 %.